# Fuck It, We'll Do It Live
Fuck It, We'll Do It Live è il primo album live dello shock rocker Wednesday 13.
Il disco è stato registrato durante il tour di Skeletons nel 2008, al Crocodile Rock in Allentown (Pennsylvania).

## Tracce
1. Intro – 1:44
2. Gimmie Gimmie Bloodshed – 2:19
3. I Want You...Dead – 4:10
4. My Home Sweet Homicide – 3:00
5. Not Another Teenage Anthem – 3:56
6. From Here to the Hearse – 3:21
7. Till Death Do Us Party – 4:18
8. Skeletons – 4:23
9. God Is a Lie – 3:39
10. House by the Cemetery – 3:50
11. Put Your Death Mask on – 4:30
12. Happily Ever Cadaver – 3:33
13. Runnin' Down a Dream (cover di Tom Petty) – 3:37
14. Look What the Bats Dragged in – 2:39
15. Faith in the Devil – 3:10
16. 197666 – 2:54
17. Rambo – 2:42
18. Bad Things – 3:58
19. I Love to Say Fuck – 6:22

## Formazione
- Wednesday 13 – voce, chitarra
- J-Sin Trioxin – chitarra
- Nate Manor – basso
- Jonny Chops – batteria